# Arthit Boonpa
Arthit Boonpa (thailändisch อาทิตย์ บุญพา, * 26. Juli 1987) ist ein thailändischer Fußballspieler.

## Karriere
Arthit Boonpa stand von mindestens 2013 bis Mitte 2015 beim TOT SC (Telephone Organization of Thailand) unter Vertrag. Wo er vorher gespielt hat, ist unbekannt. Der Verein aus der thailändischen Hauptstadt Bangkok spielte in der ersten Liga des Landes, der Thai Premier League. Für den TOT SC absolvierte er 16 Erstligaspiele. Nach der Hinserie 2015 wechselte er nach Roi Et, wo er sich Roi Et United anschloss. Der Verein spielte in der dritten Liga, der damaligen Regional League Division 2. Hier trat man in der North/Eastern Region an. Nach drei Jahren verließ er den Verein und ging nach Ubon Ratchathani, wo er Mitte 2018 einen Vertrag bei Ubon Ratchathani FC unterschrieb. Mit dem Verein spielte er in der dritten Liga, der Thai League 3, in der Upper Region.